# Hoya lipoensis
Hoya lipoensis là một loài thực vật có hoa trong họ La bố ma. Loài này được P.T.Li & Z.R.Xu mô tả khoa học đầu tiên năm 1985.